# Don Camillo i poseł Peppone
Don Camillo i poseł Peppone (wł. Don Camillo e l'onorevole Peppone) – włosko-francuska komedia z 1955 w reżyserii Carmine Gallonego z Fernandelem i Gino Cervim w rolach głównych, na podstawie serii opowiadań Giovanniego Guareschiego. Zdjęcia kręcono w miasteczkach Boretto i Brescello w regionie Emilia-Romania.

## Fabuła
Jest rok 1948. Zarówno proboszcz don Camillo jak i wójt Peppone są bogatsi w najróżniejsze doświadczenia. W trzeciej części przygód odnaleziony zostanie czołg. Wójt będzie uzupełniał wykształcenie, by móc kandydować do parlamentu. Ktoś ukradnie proboszczowi jego kury. W końcu Peppone wyruszy do Rzymu.

## Obsada
- Fernandel jako Don Camillo
- Gino Cervi jako Giuseppe „Peppone” Bottazzi
- Marco Tulli jako Bigio
- Memmo Carotenuto jako Spiccio
- Leda Gloria jako żona wójta
- Umberto Spadaro jako Bezzi
- Saro Urzì jako Bigio